# Estación de La Rocica
La Rocica es un apeadero ferroviario situado en el barrio homónimo de la ciudad española de Avilés, en el Principado de Asturias. Forma parte de la línea C-3 de Cercanías Asturias. 

## Situación ferroviaria
Se encuentra en el punto kilométrico 15,220 de la línea férrea de ancho ibérico que une Villabona de Asturias con San Juan de Nieva, a 19 metros de altitud. El tramo es de vía única y está electrificado.

## La estación
Cuando se abrió al tráfico el 26 de julio de 1890 el tramo Avilés-Villabona de Asturias de la línea que pretendía unir esta última con San Juan de Nieva, no se dispuso de ninguna parada en este barrio de Avilés. Posteriormente, en 1966, a petición de la Asociación de Cabezas de Familia de Llaranes, Garages, Manzaniella y Trasona, el ayuntamiento de Avilés aprobó el proyecto técnico para construir un apeadero para atender el crecimiento urbanístico de la zona. El nuevo apeadero fue inaugurado el domingo 1 de octubre de 1967. Sus infraestructuras se limitan a un andén lateral al que accede la vía principal. Aun así, está dotada de un singular refugio donde varias estructuras metálicas en forma de uve sostienen la cubierta que sirve de protección a los viajeros. Una rampa facilita el acceso a las vías. 
Desde el 31 de diciembre de 2004 Renfe Operadora explota la línea mientras que Adif es la titular de las instalaciones ferroviarias.

## Servicios ferroviarios

### Cercanías
Forma parte de la línea C-3 de Cercanías Asturias. La frecuencia habitual de trenes es de un tren cada 30-60 minutos.
| procedencia/destino | < estación | Línea | estación > | destino/procedencia |
| ------------------- | ---------- | ----- | ---------- | ------------------- |
| San Juan de Nieva   | Avilés     |       | Villalegre | Llamaquique         |